# When You're Gone (Bryan Adams)
When You're Gone was de eenentwintigste single van de Canadese muzikant Bryan Adams en de doorbraak van de Britse Melanie C. als solo-zangeres. De kleine Canadees en de sportiefste van meidengroep de Spice Girls in duet met elkaar. Voor Mel C was het de mogelijkheid om de critici eindelijk eens de mond te snoeren en te laten zien dat ze wel degelijk écht kon zingen. Het nummer 'When You're Gone' is afkomstig van Adams' studioalbum "On A Day Like Today" uit oktober 1998. Op 30 november dat jaar werd het nummer wereldwijd op single uitgebracht.

## Achtergrond
De single werd een wereldwijde hit en behaalde in Adams' thuisland Canada de 12e positie. In buurland de VS werd géén notering behaald in de Billboard Hot 100. In Australië werd de 4e positie behaald, Nieuw-Zeeland de 15e, Duitsland en Oostenrijk de 14e, Zwitserland de 11e, Zweden de 8e, Frankrijk de 37e, Ierland de 3e, het Verenigd Koninkrijk eveneens de 3e positie in de UK Singles Chart en in de Eurochart Hot 100 de 5e.
In Nederland werd de single eind 1998, begin 1999 veel gedraaid op de landelijke radiozenders, werd een hit en bereikte de 6e positie in de Nederlandse Top 40 op destijds Radio 538 en de 7e positie in de publieke hitlijst; toentertijd de Mega Top 100 op Radio 3FM.
In België bereikte de single de 16e positie in zowel de Vlaamse Ultratop 50 als de Vlaamse Radio 2 Top 30 en de 20e positie in de Waalse Ultratop 50.
In de sinds december 1999 jaarlijks uitgezonden NPO Radio 2 Top 2000 van de Nederlandse publieke radiozender NPO Radio 2 stond de single uitsluitend in 2007 en 2010 genoteerd in de lijst der lijsten, met als hoogste notering een 1659e positie in 2007.

## Hitnoteringen

### Nederlandse Top 40
| "When You're Gone" in de Nederlandse Top 40 - binnen 19-12-1998 | "When You're Gone" in de Nederlandse Top 40 - binnen 19-12-1998 | "When You're Gone" in de Nederlandse Top 40 - binnen 19-12-1998 | "When You're Gone" in de Nederlandse Top 40 - binnen 19-12-1998 | "When You're Gone" in de Nederlandse Top 40 - binnen 19-12-1998 | "When You're Gone" in de Nederlandse Top 40 - binnen 19-12-1998 | "When You're Gone" in de Nederlandse Top 40 - binnen 19-12-1998 | "When You're Gone" in de Nederlandse Top 40 - binnen 19-12-1998 | "When You're Gone" in de Nederlandse Top 40 - binnen 19-12-1998 | "When You're Gone" in de Nederlandse Top 40 - binnen 19-12-1998 | "When You're Gone" in de Nederlandse Top 40 - binnen 19-12-1998 | "When You're Gone" in de Nederlandse Top 40 - binnen 19-12-1998 | "When You're Gone" in de Nederlandse Top 40 - binnen 19-12-1998 | "When You're Gone" in de Nederlandse Top 40 - binnen 19-12-1998 | "When You're Gone" in de Nederlandse Top 40 - binnen 19-12-1998 | "When You're Gone" in de Nederlandse Top 40 - binnen 19-12-1998 |
| Week                                                            | 1                                                               | 2                                                               | 3                                                               | 4                                                               | 5                                                               | 6                                                               | 7                                                               | 8                                                               | 9                                                               | 10                                                              | 11                                                              | 12                                                              | 13                                                              | 14                                                              |                                                                 |
| --------------------------------------------------------------- | --------------------------------------------------------------- | --------------------------------------------------------------- | --------------------------------------------------------------- | --------------------------------------------------------------- | --------------------------------------------------------------- | --------------------------------------------------------------- | --------------------------------------------------------------- | --------------------------------------------------------------- | --------------------------------------------------------------- | --------------------------------------------------------------- | --------------------------------------------------------------- | --------------------------------------------------------------- | --------------------------------------------------------------- | --------------------------------------------------------------- | --------------------------------------------------------------- |
| Nummer                                                          | 27                                                              | 12                                                              | 10                                                              | 7                                                               | 7                                                               | 6                                                               | 7                                                               | 11                                                              | 11                                                              | 10                                                              | 11                                                              | 17                                                              | 23                                                              | 35                                                              | uit                                                             |

### Mega Top 100
Hitnotering: 12-12-1998 t/m 15-05-1999. Hoogste notering: #7 (2 weken).

### Vlaamse Ultratop 50
| "When You're Gone" in de Vlaamse Ultratop 50 - binnen: 26-12-1998 | "When You're Gone" in de Vlaamse Ultratop 50 - binnen: 26-12-1998 | "When You're Gone" in de Vlaamse Ultratop 50 - binnen: 26-12-1998 | "When You're Gone" in de Vlaamse Ultratop 50 - binnen: 26-12-1998 | "When You're Gone" in de Vlaamse Ultratop 50 - binnen: 26-12-1998 | "When You're Gone" in de Vlaamse Ultratop 50 - binnen: 26-12-1998 | "When You're Gone" in de Vlaamse Ultratop 50 - binnen: 26-12-1998 | "When You're Gone" in de Vlaamse Ultratop 50 - binnen: 26-12-1998 | "When You're Gone" in de Vlaamse Ultratop 50 - binnen: 26-12-1998 | "When You're Gone" in de Vlaamse Ultratop 50 - binnen: 26-12-1998 | "When You're Gone" in de Vlaamse Ultratop 50 - binnen: 26-12-1998 | "When You're Gone" in de Vlaamse Ultratop 50 - binnen: 26-12-1998 | "When You're Gone" in de Vlaamse Ultratop 50 - binnen: 26-12-1998 | "When You're Gone" in de Vlaamse Ultratop 50 - binnen: 26-12-1998 |
| Week                                                              | 1                                                                 | 2                                                                 | 3                                                                 | 4                                                                 | 5                                                                 | 6                                                                 | 7                                                                 | 8                                                                 | 9                                                                 | 10                                                                | 11                                                                | 12                                                                |                                                                   |
| ----------------------------------------------------------------- | ----------------------------------------------------------------- | ----------------------------------------------------------------- | ----------------------------------------------------------------- | ----------------------------------------------------------------- | ----------------------------------------------------------------- | ----------------------------------------------------------------- | ----------------------------------------------------------------- | ----------------------------------------------------------------- | ----------------------------------------------------------------- | ----------------------------------------------------------------- | ----------------------------------------------------------------- | ----------------------------------------------------------------- | ----------------------------------------------------------------- |
| Nummer                                                            | 39                                                                | 32                                                                | 27                                                                | 23                                                                | 21                                                                | 16                                                                | 17                                                                | 19                                                                | 24                                                                | 29                                                                | 34                                                                | 41                                                                | uit                                                               |

### NPO Radio 2 Top 2000
| Nummer met noteringen in de NPO Radio 2 Top 2000 | '07  | '08-'09 | '10  |
| ------------------------------------------------ | ---- | ------- | ---- |
| When You're Gone                                 | 1659 | -       | 1933 |

1. ↑  Een '-' betekent dat het nummer niet was genoteerd en een vetgedrukt getal geeft de hoogste notering aan.
2. ↑  2007 was het eerste jaar met een notering voor dit nummer.
3. ↑  Deze tabel is bijgewerkt tot en met de laatste editie (2024).